# Groot-Roemeniëpartij
De Groot-Roemeniëpartij (Roemeens: Partidul România Mare) is een Roemeense politieke partij.

## Geschiedenis en ideologie
De PRM werd in 1991 opgericht door Corneliu Vadim Tudor en Eugen Barbu. Een jaar later richtte Tudor ook het weekblad România Mare ("Groot-Roemenië") op, gevolgd door Tricolorul ("De Driekleur"), de organen van de partij, waarin het Groot-Roemenië-concept wordt gepropageerd. Groot-Roemenië (Roemenië, Transsylvanië en de Republiek Moldavië verenigd in één rijk), de droom van Roemeense (ultra-)nationalisten, bestond al van 1920 tot 1940 en moet volgens de PRM (en andere nationalisten) opnieuw worden gerealiseerd. De partij trok niet alleen nationalisten aan, maar ook antisemieten en oud-communisten die met weemoed terugdachten aan de "goede oude tijd" van het communistische Roemenië.
Naast ultra-nationalistisch is de PRM ook een xenofobe partij, die erg anti-Hongaars is. Tudor, die in România Mare een vaste column, Unguri ("Hongaren"), heeft, is anti-Hongaars. Hij noemt de Hongaren in zijn columns landverraders die, gesteund door de Democratische Unie van Hongaren in Roemenië (UDMR) zouden samenzweren tegen de Roemeense staat. Tudor en de zijnen wijzen beschuldigingen van antisemitisme echter resoluut van de hand, hoewel de Nati Meir, een Jood, en vroeger een parlementslid voor de PRM, zijn lidmaatschap van de partij opzegde en uit de parlementsfractie was getreden omdat hij de partij wel degelijk antisemitisch achtte.
Bij de parlementsverkiezingen van 26 november 2000 boekte de PRM een grote zege. In de Kamer van Afgevaardigden verkreeg de PRM 84 zetels (+ 65) en in de Senaat 37 zetels (+ 29).
Bij de presidentsverkiezingen van 2000 verwierf Tudor in de eerste ronde 28,3% van de stemmen en werd tweede achter Ion Iliescu, die 36,3% van de stemmen kreeg. Geen van beide kandidaten behaalde meer dan 50% van de stemmen, maar gingen wel door naar de tweede ronde. Bij deze tweede ronde, gehouden op 10 december 2000 kreeg Iliescu 66,8% van de stemmen en Tudor 33,2% van de stemmen.
Bij de parlementsverkiezingen van 28 november 2004 was er een zichtbare achteruitgang waar te nemen ten opzichte van de parlementsverkiezingen van 2000. Bij de presidentsverkiezingen verwierf Tudor als presidentskandidaat in de eerste ronde op 29 november 2004 12,57% van de stemmen en werd derde (achter Băsescu en Năstase).
In maart 2005 trad Tudor om strategische redenen als partijvoorzitter af. Hij werd opgevolgd door Corneliu Ciontu, tot dan toe vicevoorzitter van de PRM. Ciontu gold als gematigder dan Tudor. De partijnaam werd (tijdelijk) veranderd in Groot-Roemeense Volkspartij. De redenen voor deze veranderingen waren het feit dat de PRM aansluiting zocht bij de Europese Volkspartij (EVP) en men de partij een centrumrechts karakter wilde geven. Echter, toen het de PRM niet lukte om lid te worden van de EVP werden in juni 2005 de nieuwe partijleiding en voorzitter Ciontu afgezet (zogenaamd omdat de "nieuwe leiding zich had gedistantieerd van het oorspronkelijke gedachtegoed van de PRM") en hernam Tudor het voorzitterschap van de partij. De wijziging van de partijnaam werd ongedaan gemaakt.

## Europese fractie
In januari 2007 vormden zij samen met onder meer het Belgische Vlaams Belang, het Bulgaarse Ataka (letterlijk ‘Val Aan’) en het Franse Front National de extreemrechtse fractie Identiteit, Traditie en Soevereiniteit (IST). Deze fractie viel echter binnen een jaar uiteen na interne ruzies.

## Voorzitters
- Corneliu Vadim Tudor — 1991 - 2005
- Corneliu Ciontu — 2005
- Corneliu Vadim Tudor — 2005 - heden

## Verkiezingsuitslagen van de PRM 1992-heden

### Kamer van Afgevaardigden
| Zetelverdeling 1992-heden |
| ------------------------- |
| 1992: 16                  |
| 1996: 19                  |
| 2000: 84                  |
| 2004: 48                  |
| 2008: 0                   |
| 2012: 0                   |

## Verwijzing
1. ↑  Kandidaat-lid van het Centraal Comité van de RCP 1969-1979.
2. ↑  Wilders mikt op Brussel, NRC Handelsblad, 10 januari 2007